# Svenska Sprätthöken

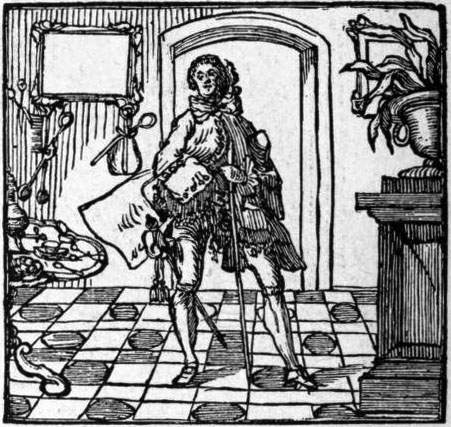
Illustration på titelsidan av 1740 års utgåva av "Swenska Sprätthöken".

Svenska Sprätthöken, Den Svenska sprätthöken eller Swenska sprätthöken är titeln för en svensk pjäs som brukar räknas som den första svensktalande komedin, satirpjäsen eller satirkomedin. 
Den har också ofta ansetts vara den första svenska pjäsen som uppförts offentligt. Den var i själva verket inte den första svenska pjäsen, men däremot troligen den första svenska komedin; den första svenska pjäsen, som uppförts offentligt, var i stället med all säkerhet tragedin Rosimunda av Urban Hjärne, som uppfördes i Uppsala 1665 och sedan av en utländsk trupp i teatern i Stora Bollhuset. Redan på 1500-talet hade skolpjäser uppförts på svenska, men det var pjäser som skildrade händelser ur bibeln och alltså inte svenska originalpjäser.     
Pjäsen författades av politikern Carl Gyllenborg inspirerad av en fransk pjäs och hade sin premiär på Kungliga Svenska Skådeplatsen i operateatern i Stora Bollhuset i Stockholm i oktober år 1737, uppförd av Sveriges första inhemska skådespelartrupp. Den ansågs länge ha varit öppningspjäsen för nationalscenen i Stora Bollhuset, som öppnade i oktober 1737, men i själva verket var öppningspjäsen den översatta franska pjäsen Arlequin Sauvage, "Arlequin villman", som spelats tidigare samma månad. Svenska Sprätthöken uppfördes igen under 1752–53 års säsong.    
Pjäsen handlar ytligt sett om Lotta Enterfelt, den rika änkan efter en nyadlad man, som uppvaktas av greve Hurtig och baron Stadig. Dess verkliga motiv är två; dels kritiken mot den då moderna förfranskningen, dels jämlikheten mellan gammaladliga och nyadlade adelsmän. Sprätthöken, greve Hurtig, representerar de unga adelsmän från äldre adelsfamiljer som, efter sin "studieresa" till Paris i Frankrike, blivit så entusiastiska över den franska kulturen att de, då de återvände hem, knappt ens kom ihåg det svenska språket och föredrog att tala franska (vilket också var det vanliga språket vid hovet). Även baron Stadig tillhör den gamla adeln, men drar sig inte för att ingå förbindelse med en nyadlad familj. Baron Stadig ges i stycket ett långt tal om jämlikhet mellan nya och gamla adelsfamiljer, vilket sågs som en kritik mot Arvid Horn; många då kända personer karikerades också i stycket. Pjäsen slutade med att Stadig vinner Fru Lotta, medan Hurtig lägger bort sina franska manér och förlovar sig med Stadigs nyadliga halvsyster. På äkta komedimanér förlovar sig också så gott som samtliga biroller med varandra i olika konstellationer.

## Rollförteckning vid uruppträdandet 1737
Alla medverkande kan inte helt identifieras, medan vissa av aktörerna blev kända som Sveriges första scenkonstnärer.
- Greve Hurtig - Johan Palmberg
- Baron Stadig - Birger Hildon (Börje Hilledon)
- Amiral Enterfelt - Nils Flodell
- Torbiörn Ränterik - Petrus Flodin
- Lasse Lustig - Peter Lindahl
- Hans Löpare - Peter Lindahl
- Måns - Peter Lindahl
- Truls - Wendelius
- Bertill - Carl Fredrik Rinck
- Lotta Enterfelt - Beata Sabina Straas
- Fröken Sophia Gladlynt - "Jungfru Wijktman"
- Sara, kammarpiga - "Jungfru Lund"